# Frank Pohle
Frank Pohle (* 12. Dezember 1969 in Geilenkirchen) ist ein deutscher Historiker und Kulturwissenschaftler. Seit Dezember 2015 leitet er das Heimat- und Geschichtsmuseum Centre Charlemagne in Aachen.

## Leben und Wirken
Nach seinem Abitur studierte Pohle von 1990 bis 2005 Geschichte, Ältere und Neuere deutsche Literaturgeschichte, Kunst- und Baugeschichte an den Universitäten in Bonn, Wuppertal, Leuven und schwerpunktmäßig an der RWTH Aachen. Dort war er zwischenzeitlich von 1998 bis 2000 als Wissenschaftliche Hilfskraft für das  Lehr- und Forschungsgebiet Stadtbaugeschichte tätig und übernahm anschließend von 2001 bis 2006 freiberufliche Aufgaben im Projektmanagement Kultur und in der Inventarisation beweglicher Denkmäler der Stadt Aachen.
Im Jahr 2006 promovierte Pohle an der RWTH Aachen  mit seiner Dissertation: „...mera ossa et cadavera“ über die Jesuitentheater in Jülich-Berg, Ravenstein und Aachen zwischen 1601 und 1817. Anschließend wurde er als wissenschaftlicher Mitarbeiter am Lehr- und Forschungsgebiet Frühe Neuzeit der RWTH übernommen. Im Jahr 2017 erhielt er an der Philosophischen Fakultät der RWTH Aachen eine Juniorprofessur für das Fach Geschichte und Kultur der Euregio Maas-Rhein. Dieses Lehramt geht auf einer Initiative der Stiftung Neuman & Esser der Familie Peters zurück und ist auf maximal sieben Jahre befristet. Das finanzielle Engagement wird dabei von der Hans-Lamers-Stiftung Jülich, der Stadt Aachen, der Sparkasse Aachen und den Vereinigten Unternehmerverbänden gefördert.
Schließlich wurde Pohle im Dezember 2015 zum Leiter des ein Jahr zuvor eröffneten Centre Charlemagne in Aachen ernannt und ist damit auch verantwortlich für die acht Stationen der Route Charlemagne, einer Verknüpfung von Themenausstellungen in der Aachener Altstadt, die mit Karl dem Großen oder mit seinem Wirken in Beziehung stehen.
Darüber hinaus ist Pohle seit 2004 Vorstandsmitglied des Geschichtsvereins für das Bistum Aachen und seit 2005 Mitglied des Wissenschaftlichen Beirats des Aachener Geschichtsvereins.
Pohles Forschungsschwerpunkte konzentrieren sich auf die rhein-maasländische Landesgeschichte sowie die Bildungs- und Kirchengeschichte und umfasst den Zeitraum Frühmittelalter, Frühe Neuzeit (1500–1830) und die Moderne (1890–1960). Dazu veröffentlichte er als Autor und Herausgeber zahlreiche Publikationen, die sich in den Grenzbereichen zwischen der Geschichts-, Literatur- und Kunstwissenschaft bewegen.

## Schriften (Auswahl)
- Dautzenbergs Bücher. Leben und Wirken des Peter Joseph Franz Dautzenberg (1769–1828) im Spiegel seiner Bibliothek, Shaker Verlag, Aachen 1999, ISBN 978-3-8265-4996-0.
- "...mera ossa et cadavera". Studien zum Jesuitentheater in Jülich-Berg, Ravenstein und Aachen (1601–1817), Dissertation RWTH Aachen 2006.
- Glaube und Beredsamkeit. Katholisches Schultheater in Jülich-Berg, Ravenstein und Aachen (1601–1817), Verlag Rhema, Münster 2010, ISBN 978-3-930454-94-5.
- Die Erforschung der karolingischen Pfalz Aachen. Zweihundert Jahre archäologische und bauhistorische Untersuchungen, Hrsg.: Jürgen Kunow, Verlag Philipp von Zabern, Darmstadt 2015, ISBN 978-3-8053-4955-0.
- Bauliche Zeugnisse des Bergbaus in Übach-Palenberg, zusammen mit Herbert Simons, Rheinischer Verein für Denkmalpflege und Landschaftsschutz, Köln 2020.

### Herausgeber
- Roda Pastoralis. 900 Jahre Seelsorge in Kerkrade, Afden und Herzogenrath – die Abtei Klosterrath und ihre Patronatspfarreien, Einhard Verlag, Aachen 2004, ISBN 978-3-936342-38-3.
- 75 Jahre St. Antonius. Niederbardenberg 1930–2005, Verlag Mainz, Aachen 2005, ISBN 978-3-86130-418-0.
- Karl der Große – Charlemagne, Teil: Orte der Macht, Sandstein Verlag, Dresden 2014, ISBN 978-3-95498-116-8.
- Alfred von Reumont (1808–1887) – Ein Diplomat als kultureller Mittler, Verlag Duncker & Humblot, Berlin 2015, ISBN 978-3-428-54640-4.
- Der Krieg ist aus. Politik, Alltag und Medien in Aachen, Begleitband zu den Ausstellungen im Centre Charlemagne, Couven Museum und Internationalen Zeitungsmuseum anlässlich des 75. Jahrestages des Endes des Zweiten Weltkriegs, Kulturbetrieb der Stadt Aachen 2019, ISBN 978-3-00-063904-3.
- Der gekaufte Kaiser. Die Krönung Karls V. und der Wandel der Welt, Sandstein Verlag, Dresden 2020, ISBN 978-3-95498-579-1.
- Historiker aus dem Bistum Aachen. Sieben Lebensbilder, zusammengestellt anlässlich der 124. Generalversammlung der Görres-Gesellschaft in Aachen, 23.–25. September 2022, Verlag Ph. C.W. Schmidt, Neustadt a. d. Aisch, 2022, ISBN 978-3-96049-098-2.